# Centrotoclytus asperatus
Centrotoclytus asperatus là một loài bọ cánh cứng trong họ Cerambycidae.